# Ghiacciaio Albanus
Il ghiacciaio Albanus (in inglese Albanus Glacier) (85°52′S 151°00′W), conosciuto anche come ghiacciaio Phillips, è un ghiacciaio tributario lungo circa 40 km situato nella costa di Amundsen, all'interno della Dipendenza di Ross, nell'Antartide orientale. Il ghiacciaio, il cui punto più alto si trova 883 m s.l.m., fluisce in direzione ovest lungo il lato meridionale della Montagne di Tapley prima che il suo flusso entri in quello del ghiacciaio Scott, poco a nord di Monte Zanuck, nei Monti della Regina Maud.

## Storia
Il ghiacciaio Albanus è stato scoperto nel dicembre del 1934 durante una delle spedizioni antartiche di Richard Evelyn Byrd dal gruppo geologico comandato da Quin Blackburn. Byrd battezzò il ghiacciaio in onore Albanus Phillips, Jr., presidente della Phillips Packing (oggi chiamata Phillips Foods, Inc. and Seafood Restaurants), di Cambridge, nel Maryland, sovvenzionatore e fornitore di provviste delle sue spedizioni antartiche del 1928–30 e 1933–35.